# NWHL 2001/02
Die Saison 2001/02 war die vierte Spielzeit der National Women’s Hockey League (NWHL), der höchsten kanadischen Spielklasse im Fraueneishockey zu dieser Zeit. Die Beatrice Aeros besiegten im Meisterschaftsfinale die Brampton Thunder mit 3:2 nach Verlängerung und sicherten sich damit ihren dritten Meistertitel der NWHL.

## Teilnehmer
Die Liga startete mit acht Teilnehmern: In der Western Division spielten weiterhin die Beatrice Aeros, Brampton Thunder, Mississauga Ice Bears und die Telus Lightning (ehemals Clearnet Lightning). Die Toronto Sting stellten vor der Saison den Spielbetrieb ein. In der Eastern Division spielten die Ottawa Raiders, Montréal Wingstar und die ehemaligen Sainte-Julie Panthères, die sich in Metropol Le Cheyenne umbenannten und neue Besitzer erhielten. Die Laval Le Mistral stellten ebenfalls den Spielbetrieb ein. Die im Januar 2000 gegründeten Vancouver Griffins wurden zwar offiziell in die Liga aufgenommen und in die neue Pacific Division eingeteilt, spielten aber aufgrund der enormen Reisekosten in der South Coast Female League. Die Griffins sowie der Gastgeber Brampton Thunder waren für das Finalturnier gesetzt.

## Reguläre Saison

### Eastern Division
| Pl. | Mannschaft           | Sp | S  | U | N  | Tore  | Punkte |
| --- | -------------------- | -- | -- | - | -- | ----- | ------ |
| 1.  | Ottawa Raiders       | 30 | 14 | 6 | 10 | 71:72 | 34     |
| 2.  | Montréal Wingstar    | 30 | 11 | 5 | 14 | 66:78 | 27     |
| 3.  | Metropol Le Cheyenne | 30 | 11 | 4 | 15 | 73:85 | 26     |

Abkürzungen: Pl. = Platz, Sp = Spiele, S = Siege, U = Unentschieden, N = Niederlagen

Erläuterungen: Playoff-Qualifikant

### Western Division
| Pl. | Mannschaft            | Sp | S  | U | N  | Tore    | Punkte |
| --- | --------------------- | -- | -- | - | -- | ------- | ------ |
| 1.  | Beatrice Aeros        | 30 | 23 | 5 | 2  | 149:039 | 51     |
| 2.  | Mississauga Ice Bears | 30 | 12 | 8 | 10 | 082:081 | 32     |
| 3.  | Brampton Thunder      | 30 | 8  | 8 | 14 | 073:097 | 24     |
| 4.  | Telus Lightning       | 30 | 4  | 8 | 18 | 059:120 | 16     |

Abkürzungen: Pl. = Platz, Sp = Spiele, S = Siege, U = Unentschieden, N = Niederlagen

Erläuterungen: Direkt für das Play-off-Finale qualifiziert, Für das Play-off-Halbfinale qualifiziert

### Pacific Division
Die Vancouver Griffins nahmen am Spielbetrieb der South Coast Female League teil. Als einziger Teilnehmer der Pacific Division qualifizierten sich die Griffins automatisch für das Turnier um den NWHL Champions Cup.
| Pl. | Mannschaft         | Sp | S  | U | N | Tore  | Punkte |
| --- | ------------------ | -- | -- | - | - | ----- | ------ |
| 1.  | Vancouver Griffins | 31 | 27 | 0 | 4 | 84:14 | 54     |

Abkürzungen: Pl. = Platz, Sp = Spiele, S = Siege, U = Unentschieden, N = Niederlagen

Erläuterungen: Playoff-Qualifikant

### Statistik

#### Beste Scorerinnen
Quelle: NWHL; Abkürzungen: Sp = Spiele, T = Tore, V = Assists, Pkt = Punkte, SM = Strafminuten; Fett: Saisonbestwert
| Spieler          | Mannschaft            | Sp | T  | V  | Pkt | SM |
| ---------------- | --------------------- | -- | -- | -- | --- | -- |
| Amy Turek        | Beatrice Aeros        | 28 | 25 | 17 | 42  | 18 |
| Gillian Apps     | Beatrice Aeros        | 22 | 22 | 19 | 41  | 52 |
| Andria Hunter    | Mississauga Ice Bears | 30 | 17 | 21 | 38  | 8  |
| Alison Kenney    | Beatrice Aeros        | 28 | 14 | 23 | 37  | 18 |
| Annie Desrosiers | Beatrice Aeros        | 27 | 20 | 16 | 36  | 31 |
| Karen Nystrom    | Brampton Thunder      | 23 | 18 | 17 | 35  | 31 |
| Stephanie Boyd   | Brampton Thunder      | 22 | 9  | 22 | 31  | 14 |
| Heather Logan    | Beatrice Aeros        | 28 | 16 | 14 | 30  | 12 |
| Lara Perks       | Beatrice Aeros        | 24 | 6  | 21 | 27  | 12 |
| Jessica Tabb     | Beatrice Aeros        | 28 | 8  | 18 | 26  | 26 |

#### Beste Torhüterinnen
Quelle: NWHL; Abkürzungen: Sp = Spiele, Min = Eiszeit (in Minuten), S = Siege, U = Unentschieden, N = Niederlagen, GT = Gegentore, SO = Shutouts, GTS = Gegentorschnitt; Fett: Saisonbestwert
| Spieler            | Mannschaft            | Sp | Min  | S  | U | N  | GT | SO | GTS  | SaT | Svs | Sv%  |
| ------------------ | --------------------- | -- | ---- | -- | - | -- | -- | -- | ---- | --- | --- | ---- |
| Kendra Fisher      | Beatrice Aeros        | 20 | 1140 | 16 | 2 | 0  | 25 | 6  | 1,32 | 397 | 372 | 93,7 |
| Marie-France Morin | Ottawa Raiders        | 22 | 1320 | 12 | 5 | 5  | 48 | 4  | 2,18 | 648 | 600 | 92,6 |
| Jessika Audet      | Montréal Wingstar     | 23 | 1327 | 7  | 4 | 11 | 59 | 3  | 2,67 | 693 | 634 | 91,5 |
| Stacy Kellough     | Brampton Thunder      | 19 | 1108 | 6  | 5 | 7  | 50 | 0  | 2,71 | 586 | 536 | 91,5 |
| Isabelle Leclaire  | Metropol Le Cheyenne  | 18 | 985  | 7  | 2 | 8  | 45 | 1  | 2,74 | 554 | 509 | 91,9 |
| Brenda Deneault    | Mississauga Ice Bears | 18 | 1063 | 5  | 5 | 7  | 52 | 1  | 2,94 | 578 | 526 | 91,0 |
| Emanuelle Cabana   | Metropol Le Cheyenne  | 14 | 748  | 3  | 2 | 7  | 39 | 0  | 3,13 | 459 | 420 | 91,5 |
| Jenn Piitz         | Telus Lightning       | 15 | 806  | 1  | 4 | 9  | 55 | 0  | 4,09 | 426 | 371 | 87,1 |

## Play-offs
Die Serien innerhalb der Divisionen wurden im Modus Best-of-Three ausgetragen.

### Western Division
Brampton Thunder vs. Mississauga Ice Bears
| 14. März 2002 19:30 Uhr | Mississauga Ice Bears | 5:3 Stand: 1:0 | Brampton Thunder | Hershey Centre, Mississauga |

| 16. März 2002 20:00 Uhr | Brampton Thunder | 2:4 Stand: 0:2 | Mississauga Ice Bears | Brampton Sports Centre, Brampton |

Die Mississauga Ice Bears gewannen die Serie mit 2:0-Siegen und trafen im Divisions-Finale auf die Beatrice Aeros.
Mississauga Ice Bears vs. Beatrice Aeros
| 18. März 2002 19:30 Uhr | Beatrice Aeros | 5:4 n. V. Stand: 1:0 | Mississauga Ice Bears | Beatrice Ice Garden, North York, Toronto |

| 22. März 2002 19:30 Uhr | Mississauga Ice Bears | 4:0 Stand: 1:1 | Beatrice Aeros | Ice Sports, Oakville |

| 25. März 2002 19:30 Uhr | Beatrice Aeros | 4:1 Stand: 2:1 | Mississauga Ice Bears | Beatrice Ice Garden, North York, Toronto |

Die Beatrice Aeros gewannen die Serie mit 2:1-Siegen und qualifizierten sich damit für das Turnier um den NWHL Champions Cup.

### Eastern Division
Montréal Wingstar vs. Ottawa Raiders
| 16. März 2002 18:00 Uhr | Ottawa Raiders | 4:3 n. V. Stand: 1:0 | Montréal Wingstar | Barbara Ann Scott Arena, Ottawa |

| 23. März 2002 19:00 Uhr | Montréal Wingstar | 7:1 Stand: 1:1 | Ottawa Raiders | Gadbois Arena |

| 24. März 2002 18:00 Uhr | Ottawa Raiders | 3:2 Stand: 2:1 | Montréal Wingstar | Barbara Ann Scott Arena, Ottawa |

Die Ottawa Raiders gewannen die Serie mit 2:1-Siegen und qualifizierten sich damit für das Turnier um den NWHL Champions Cup.

### NWHL Championship Cup
Das Turnier um den  NWHL Championship Cup wurde am 28. und 29. März 2002 in Brampton ausgetragen und teilweise vom Fernsehsender WTN live übertragen. Für das Turnier waren die Brampton Thunder als Gastgeber und die Vancouver Griffins als einziger Teilnehmer der Pacific Division automatisch qualifiziert. Hinzu kamen die Sieger der Division Finals, die Beatrice Aeros und Ottawa Raiders.
|  | Halbfinale | Halbfinale         | Halbfinale |  |  | Finale | Finale           | Finale |
|  |            |                    |            |  |  |        |                  |        |
|  |            |                    |            |  |  |        |                  |        |
|  | W1         | Beatrice Aeros     | 3          |  |  |        |                  |        |
|  | P1         | Vancouver Griffins | 1          |  |  |        |                  |        |
|  |            |                    |            |  |  | W1     | Beatrice Aeros   | 3      |
|  |            |                    |            |  |  | W3     | Brampton Thunder | 2      |
|  | E1         | Ottawa Raiders     | 3          |  |  |        |                  |        |
|  | W3         | Brampton Thunder   | 6          |  |  |        |                  |        |
|  |            |                    |            |  |  |        |                  |        |

Halbfinale
| 28. März 2002 13:00 Uhr | Beatrice Aeros S. West (11:11) L. Perks (37:34) H. Logan (54:24) | 3:1 (1:0, 1:0, 1:1) | Vancouver Griffins T. Pickford (42:08) | Brampton Sports Centre, Brampton |

| 28. März 2002 17:00 Uhr | Ottawa Raiders S. McLean (2:03) | 3:6 (1:3, 0:1, 2:2) | Brampton Thunder L. Dupuis (10:15) J. Hefford (15:24) L. Dupuis K. Nystrom J. Hefford | Brampton Sports Centre, Brampton |

Finale
| 29. März 2002 13:00 Uhr | Beatrice Aeros L. Perks (30:05) C. Piper (40:39) J. Tabb (65:41) | 3:2 n. V. (0:1, 1:0, 1:1, 1:0) | Brampton Thunder J. Hefford (5:43) K. Nystrom (57:07) | Brampton Sports Centre, Brampton |

### Statistik

#### Beste Scorerinnen
Quelle: NWHL; Abkürzungen: Sp = Spiele, T = Tore, V = Assists, Pkt = Punkte, SM = Strafminuten; Fett: Bestwert
| Spieler            | Mannschaft            | Sp | T | V | Pkt | SM |
| ------------------ | --------------------- | -- | - | - | --- | -- |
| Jayna Hefford      | Brampton Thunder      | 4  | 5 | 3 | 8   | 6  |
| Vicky Sunohara     | Brampton Thunder      | 4  | 1 | 6 | 7   | 0  |
| Sommer West        | Beatrice Aeros        | 5  | 4 | 3 | 7   | 10 |
| Lara Perks         | Beatrice Aeros        | 5  | 3 | 4 | 7   | 2  |
| Thérèse Brisson    | Mississauga Ice Bears | 5  | 1 | 6 | 7   | 4  |
| Caroline Ouellette | Montréal Wingstar     | 3  | 2 | 4 | 6   | 2  |

#### Beste Torhüterinnen
Quelle: NWHL; Abkürzungen: Sp = Spiele, Min = Eiszeit (in Minuten), S = Siege, U = Unentschieden, N = Niederlagen, GT = Gegentore, SO = Shutouts, GTS = Gegentorschnitt; Fett: Turnierbestwert
| Spieler            | Mannschaft            | Sp | Min | S | N | GT | SO | GTS  | SaT | Svs | Sv%  |
| ------------------ | --------------------- | -- | --- | - | - | -- | -- | ---- | --- | --- | ---- |
| Kendra Fisher      | Beatrice Aeros        | 5  | 267 | 4 | 0 | 8  | 0  | 1,80 | 108 | 100 | 92,6 |
| Charline Labonté   | Montréal Wingstar     | 3  | 180 | 1 | 2 | 8  | 0  | 2,67 | 84  | 76  | 90,5 |
| Keely Brown        | Mississauga Ice Bears | 4  | 240 | 2 | 2 | 11 | 1  | 2,75 | 151 | 140 | 92,7 |
| Stacy Kellough     | Brampton Thunder      | 2  | 120 | 1 | 1 | 6  | 0  | 2,99 | 62  | 56  | 90,3 |
| Marie-France Morin | Ottawa Raiders        | 4  | 240 | 2 | 2 | 18 | 0  | 4,50 | 135 | 117 | 86,7 |